# Montguyon
 Montguyon  es una población y comuna francesa, situada en la región de Poitou-Charentes, departamento de Charente Marítimo, en el distrito de Jonzac. Es el chef-lieu del cantón de Montguyon, aunque Saint-Aigulin la supera en población.

## Demografía
| 1737 | 1841 | 1648 | 1662 | 1647 | 1462 |
| Para los censos de 1962 a 1999 la población legal corresponde a la población sin duplicidades (Fuente: INSEE [Consultar]) |      |      |      |      |      |